# Фока (византијска династија)
Фока ( Грчки: Φωκᾶς  , Фокас ) или Фокас (из латинског), женски облик Фокаина или Фокина ( Φώκαινα Фокаина ), било је име византијске аристократске породице из Кападокије, која је у 9. и 10. веку дала низ значајних војсковођа и цара, Нићифора II Фоку ( в. 963–969). Њени чланови и њихови клијенти су монополизовали високе командне положаје византијске војске током већег дела 10. века и водили успешну византијску офанзиву против Арапа на истоку. Као једна од водећих породица анадолске војне аристократије, Фокe су такође били укључени у низ побуна које су полагале право на власт и изазивале цареве у Константинопољу . Њихову моћ је на крају сломио цар Василије II (р. 976–1025), а значај породице је опао након 11. века.

## Историја

### Порекло и рани чланови
Према Михаилу Аталиату, породица потиче од староримског рода Фабиа, док им Али ибн ал-Атхир приписује арапско порекло са Тарсоса . Историчар Жан - Клауд Кеинет је спекулисао о јерменском или грузијском пореклу за породицу (делимично због честог присуства имена „Варда“ међу члановима породице),  док разни други научници спекулишу о мешаном грчко - јерменском пореклу,     али ниједна од ових хипотеза се не може убедљиво доказати.   Без обзира на њихово порекло, чини се да су се Фоке настанили у Кападокији, где су били концентрисани њихови поседи и која је јасно потврђена као њихова база моћи и центар њихових активности.  
Име Фока се појављује већ у 5.–6. веку нове ере; а постоји и цар Фока (р. 602–610 н.е.), али нема доказа који повезују ове ране Фоке са породицом.  Првоосведочени члан породице био је војник, вероватно скромног порекла, који је 872. године постављен за турмарче . Његов син, Нићифор Фока Старији, постао је истакнути генерал, постигавши неколико победа против Арапа, посебно у јужној Италији, и достигавши позицију доместика схола .    Његов син, Лав Фока Старији, такође је био врховни заповедник војске, али га је победио бугарски цар Симеон I  (р. 893–927), а касније се безуспешно супротставио успону Романа I Лакапина на престо 919. године, бивајући заробљен и ослепљен . Његов брат, Варда Фока Старији, који је већ деловао као војсковођа, једно време је пао у немилост, али је у време Лакапиновог пада 944. године био патрикиј и генерал високог ранга.  

### Врхунац моћи и пад
Након пада породице Лакапина, цар Константин VII је именовао Варду за доместика схола, док су његови синови Нићифор, Лав и Константин постављени за стратеге тема Анатоликона, Кападокије и Селеукије .   Ова именовања су најавила период од преко двадесет година када су Фоке и њихови клијенти монополисали вођство византијске војске. Током овог периода, породица Фока је била блиско повезан са Малеинима, богатом и моћном породицом из Харсијанона, кроз брак Варде са дамом Малеинос. Друге породице које су биле блиско повезане са њима и које су често биле у сродству са њима кроз брак биле су Адралестоји, Склир, Куркуас, Парсакоутенои, Балантаи и Вотанијати . 
Сам Вардас, већ у средњим шездесетим када је именован за главног команданта, показао се као осредњи генерал, претрпевши низ пораза од стране Хамданидског емира Саифа ал-Давле . Један од њих је 953. чак оставио свог сина Константина у заточеништву у Хамданидовим рукама. Коначно, 955. године, Варду је заменио његов син Нићифор. Уз помоћ Лава, који се већ учврстио сопственим победама, и свог нећака Јована Цимискија, Нићифор је постигао низ успеха, освајајући Крит и Кипар и више пута побеђујући снаге Саифа ал-Давле.   Изненадном смрћу цара Романа II 963. године, популарни и моћни Нићифор је преузео престо, поставши старији цар и старатељ над младим синовима цара Романа II, цара Василија II и цара Константина VIII. Његов отац Варда добија титулу Цезар, а брат Лав је постао куропалат и логотет дрома . Као цар, Нићифор II је наставио своје походе на Исток, освајајући Киликију и северозападну Сирију .  
Нићифоров режим је, међутим, брзо постао непопуларан, како због његове усредсређености на војне послове на штету привреде, тако и због његове верске политике. У децембру 969. године убила га је група незадовољних генерала предвођених његовим сестрићем и некадашњим штићеником Јованом Цимискијем уз помоћ царице Теофано .  Фоке су отпуштени са својих положаја, титуле су им одузете и прогнани су од стране новог режима. Варда Фока Млађи, млађи син куропалата Лава и некадашњег дукса Халдије, побегао је и дигао се на устанак 970. године, али је поражен, пострижен и прогнан на Хиос, док су Лав и његов најстарији син патрикије Нићифор 971. ослепљени а имовина им одузета.  Један члан породице имао је другачију судбину: Лавова ћерка Софија Фокина се удала за Константина Склира, брата Варде Склира . Константин је био Цимискијев шурак из првог брака и близак савезник новог цара. Њихова ћерка, Теофано, удала се 972. за цара Светог римског царства Отона II (р. 973–983). 
Године 978. цар Василије II је позвао Варду да предводи царске снаге против побуне Варде Склира. Добија титуле магистра и Заповедника Истока, успео је да победи Склира. Сам Варда се побунио 987. године, уз подршку многих великих аристократских породица, у устанку који је трајао до његове смрти 989. године у бици код Абидоса. Склир, који се вратио из свог арапског изгнанства и био је заробљен од стране Варде Фоке, покушао је да преузме вођство побуне, удруживши се са Вардиним синовима Лавом и Нићифором, али се убрзо потчинио цару. Лав је покушао да се одржи у Антиохији, али су га становници града предали цару.  

### Каснији чланови породице
Након што се суочио са побунама великих аристократских породица, цар Василије II је предузео низ мера да обузда њихову моћ, богатство и утицај. Фоке су посебно држани подаље од војних положаја и претрпели су конфискацију својих великих поседа. Василијев едикт из 996. године, усмерен против често незаконитог гомилања огромних поседа од стране анатолских магната, посебно именује Фоке и блиске Малеиноје као мете царевог законодавства.   Фоке су, међутим, задржали извесну меру утицаја у својој родној Кападокији: тамо је 1022. године, Нићифор, син Варде Фоке, по презимену Баритрахелос ( Βαρυτραχηλος, „искривљени врат“), у савезу са Нићифором Ксифијем, проглашен за цара. Убрзо га је убио Ксифија, а присталице Фоке су напустиле побуну, која се брзо распала.   Последњи помен директног потомка породице Фоке долази 1026. године, када је патрикије Варда, унук магистра Варде, оптужен за заверу против цара Константина VIII (р. 1025–1028) и ослепљен.   
Ови догађаји су означили крај директне линије великих генерала из 10. века, која је готово сигурно изумрла до средине 11. века. Ипак, престиж породичног имена остао је значајан неко време након њиховог краја: историчар Михаило Аталијат је похвалио цара Нићифора III Вотанијата (р. 1078–1081) због тога што је био у сродству са Фокама, „чија се слава простире на целој земљи и мору“.  Име Фока се након тога ретко помиње, све док није доживело препород током 13. века у Никејском царству : Теодот Фока, стриц цара Теодора I Ласкариса (р. 1205–1222), постао је мегас дукс, извесни Михаило Фока је био стратедарх 1234. године, а други члан породице био је митрополит филаделфијски. 